# Stora Skärsjön (Valinge socken, Halland)
Stora Skärsjön är en sjö i Varbergs kommun i Halland och ingår i Viskans huvudavrinningsområde.